# 韦斯特海姆
韦斯特海姆（發音：[ˈvɛstɐhaɪm]）是德国巴登-符腾堡州蒂宾根行政区山地-多瑙县的市镇，面积22.91平方千米，2023年12月31日人口为3,063人。